# Ministry of Electronics and Information Technology
Das Ministerium für Elektronik und Informationstechnologie (englisch Ministry of Electronics and Information Technology) ist Teil der Unionsregierung der Republik Indien. Es wurde am 19. Juli 2016 aus dem Ministerium für Kommunikation und Informationstechnologie gegründet.

## Geschichte
Früher bekannt als The Department of Information Technology, wurde es 2012 in The Department of Electronics and Information Technology umbenannt. Am 19. Juli 2016 wurde es in ein vollwertiges Ministerium umgewandelt, das fortan als Ministerium für Elektronik und Technologie bekannt ist und vom Ministerium für Kommunikation und Informationstechnologie abgezweigt wurde.

## Folgeorganisationen
Im Folgenden ist eine Liste der Organisationen, die dem Ministry of Electronics and Information Technology, Union Government of the Republic of India nachgelagert sind.

### Folgebehörden
- Controller of Certifying Authorities (CCA)
- Cyber Appellate Tribunal (CAT)
- Semiconductor Integrated Circuits Layout-Design Registry
- Indian Computer Emergency Response Team (ICERT)
- IN Registry
- National Informatics Centre (NIC)

### Firmen unter der Verwaltung des Ministeriums
- Media Lab Asia (MLAsia)
- National Informatics Centre Services Incorporated (NICSI) — Public Sector Enterprise under control of National Informatics Centre.
- National Internet Exchange of India (NIXI)
- Digital Locker
- Unique Identification Authority of India (UIDAI)
- CSC e-Governance Services India Limited